# Thelypteridaceae
Thelypteridaceae Ching ex Pic.Serm. è una famiglia di piante dell'ordine Polypodiales.

## Descrizione

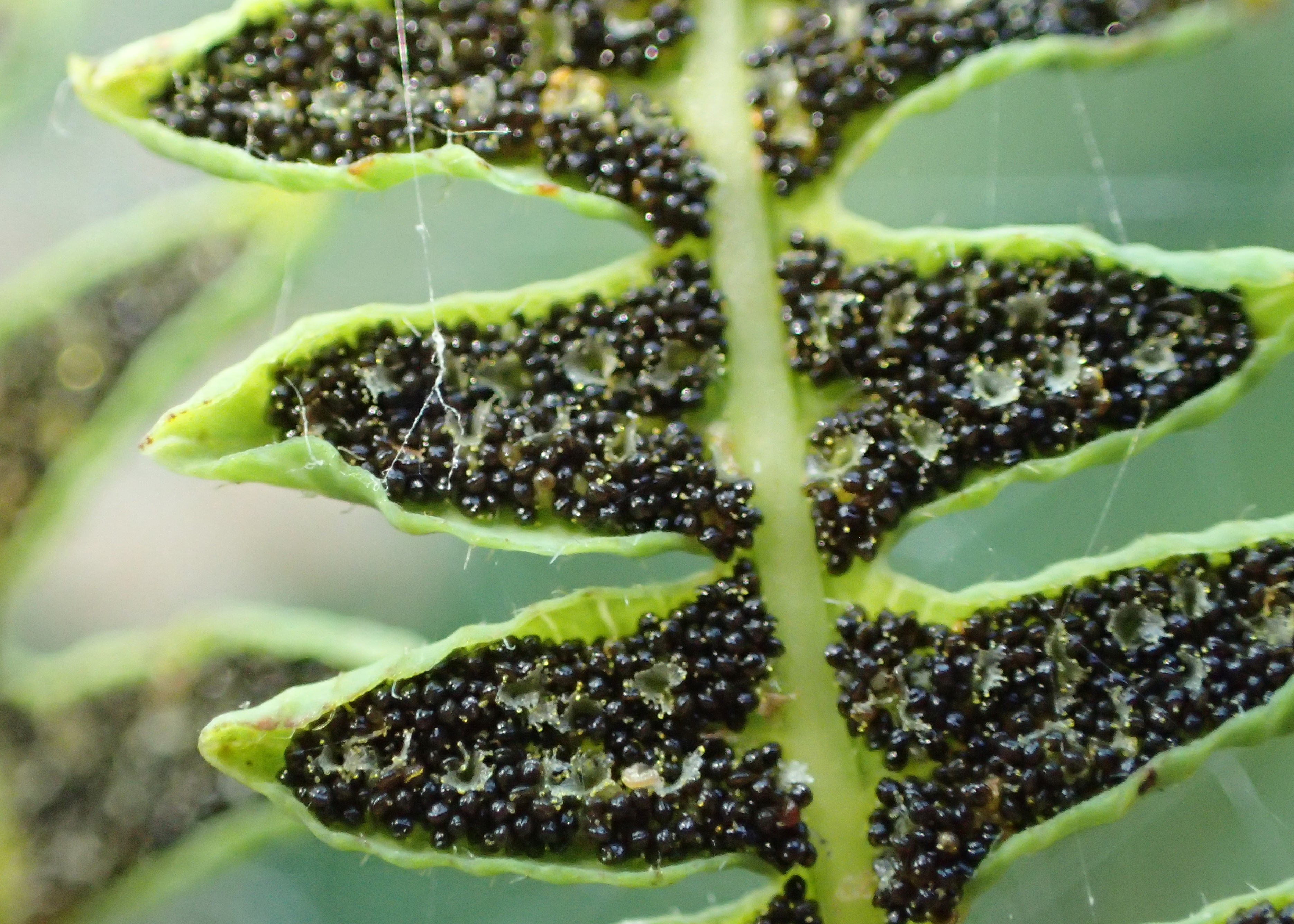
Sori di Thelypteris palustris

Le Thelypteridaceae sono felci quasi tutte terrestri e la maggior parte si trova in habitat umidi o bagnati. Le dimensioni e la morfologia delle fronde sono estremamente variabili, ma la lamina fogliare è solitamente composta e pennata. Una caratteristica della famiglia è la presenza di piccoli peli aghiformi sulle foglie; questi peli a volte si presentano in gruppi e sembrano ramificati. I sori possono essere di forma rotonda o lineare e a volte presentano un indusio reniforme. Le spore sono a forma di fagiolo.

## Tassonomia
La famiglia comprende i seguenti generi:
- Amauropelta Kunze
- Amblovenatum J.P.Roux
- Ampelopteris Kunze
- Chingia Holttum
- Christella H.Lév.
- Coryphopteris Holttum
- Cyclogramma Tagawa
- Cyclosorus Link
- Glaphyropteridopsis Ching
- Goniopteris C.Presl
- Macrothelypteris (H.Ito) Ching
- Meniscium Schreb.
- Menisorus Alston
- Mesophlebion Holttum
- Mesopteris Ching
- Metathelypteris (H.Ito) Ching
- Nannothelypteris Holttum
- Oreopteris Holub
- Parathelypteris (H.Ito) Ching
- Phegopteris (C.Presl) Fée
- Plesioneuron (Holttum) Holttum
- Pneumatopteris Nakai
- Pronephrium C.Presl
- Pseudocyclosorus Ching
- Pseudophegopteris Ching
- Sphaerostephanos J.Sm.
- Stegnogramma Blume
- Steiropteris (C.Chr.) Pic.Serm.
- Thelypteris Schmidel
- Trigonospora Holttum